# Insatiable (série télévisée)
Pour les articles homonymes, voir Insatiable.
Insatiable est une série télévisée américaine en 22 épisodes de 40-55 minutes, créée par Lauren Gussis et diffusée mondialement entre le 10 août 2018 et le 11 octobre 2019 sur le service Netflix
La série est librement inspirée de l'article de presse The Pageant King of Alabama du journaliste Jeff Chu, paru dans le magazine The New York Times, et qui raconte le parcours de Bob Armstrong, un ancien avocat devenu coach dans des concours de beauté.

## Synopsis
Pendant plusieurs années, Patty Bladell a été harcelée, moquée, ignorée et sous-estimée à cause de son apparence physique et de son surpoids. Un soir, alors qu'elle se défend contre un sans-abri qui se moque d'elle, Patty se prend un coup violent au visage et passe plusieurs semaines à l'hôpital, obligée de se nourrir uniquement de produits liquides, ce qui change fortement son physique.
Aujourd'hui, elle répond aux critères de beauté définis par la société, mais Patty n'est pas heureuse et est énervée que les gens changent de comportement avec elle à la suite de sa perte de poids. Elle décide alors de trouver un moyen de faire payer ceux qui lui ont fait du mal.
Bob Armstrong, un avocat dont le rêve est de coacher des filles pour des concours de beauté, lui trouve du potentiel et décide de la prendre sous son aile en tant que cliente pour la faire devenir l'une des reines de beauté du pays. Ce qui ne laisse pas Patty indifférente.
Néanmoins, Bob ignore à quel point la rage de Patty est profonde : jusqu'où est-elle prête à aller pour se venger et qui va être victime de sa terrible vengeance ? Car pour la jeune fille, la vengeance est un plat qui se mange très froid.

## Distribution

### Acteurs principaux
- Dallas Roberts (VF : Tanguy Goasdoué) : Robert « Bob » Armstrong Jr.
- Debby Ryan (VF : Jessica Monceau) : Patricia « Patty » Bladell
- Christopher Gorham (VF : Jean-François Cros) : Robert « Bob » Barnard
- Sarah Colonna (en) (VF : Ariane Deviègue) : Angie Bladell
- Erinn Westbrook (VF : Fily Keita) : Magnolia Barnard
- Kimmy Shields (VF : Joséphine Ropion) : Nonnie Thompson
- Michael Provost (VF : Thomas Sagols) : Brick Armstrong
- Irene Choi (VF : Anouck Hautbois) : Dixie Sinclair
- Alyssa Milano (VF : Magali Barney) : Coralee Armstrong (née Coralee Huggins)
- Arden Myrin (VF : Virginie Caliari) : Regina Sinclair (saison 2 - récurrente saison 1)

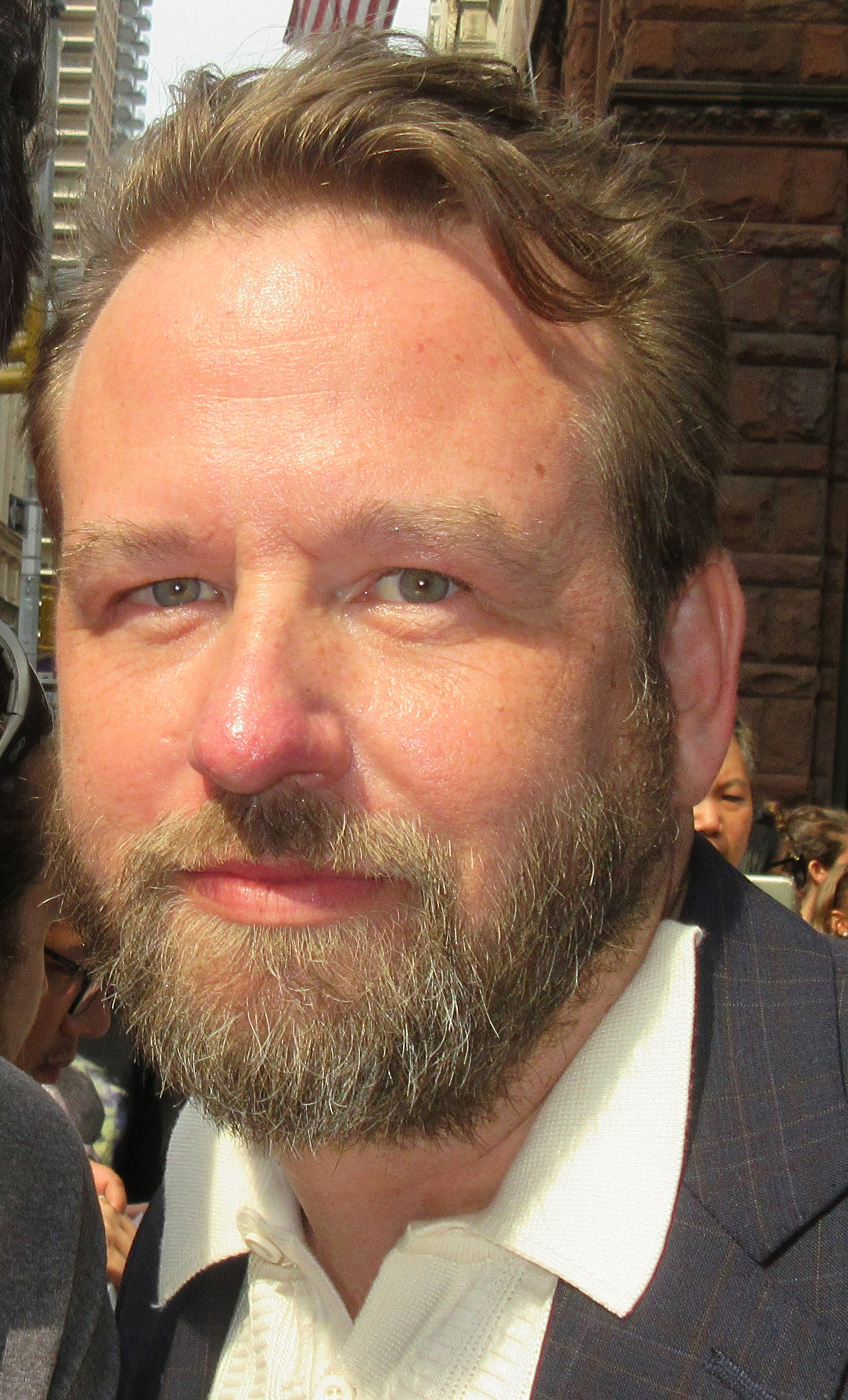
Dallas Roberts interprète Bob.
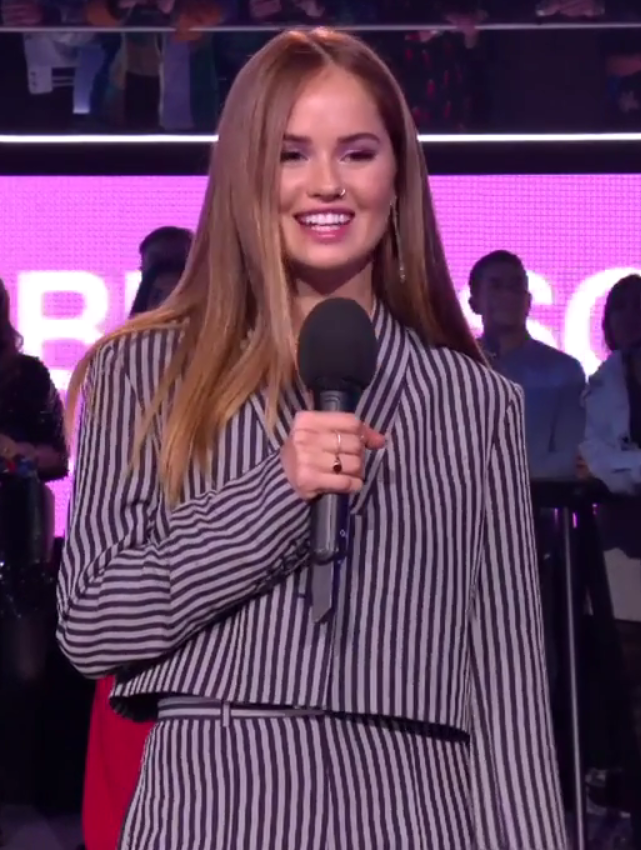
Debby Ryan interprète Patty.
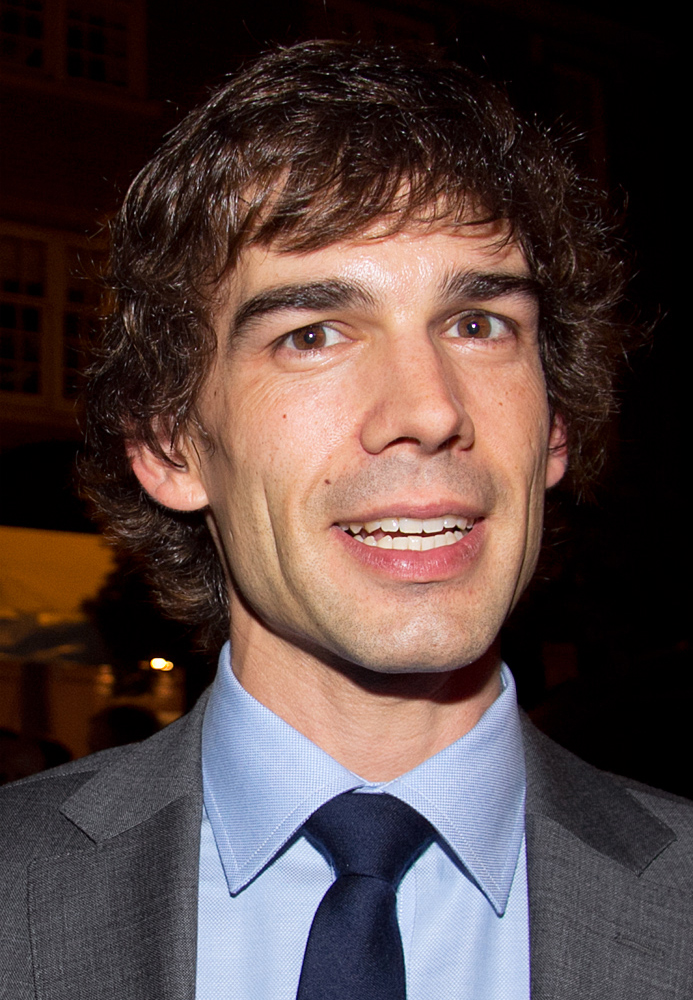
Christopher Gorham interprète Bob Barnard.
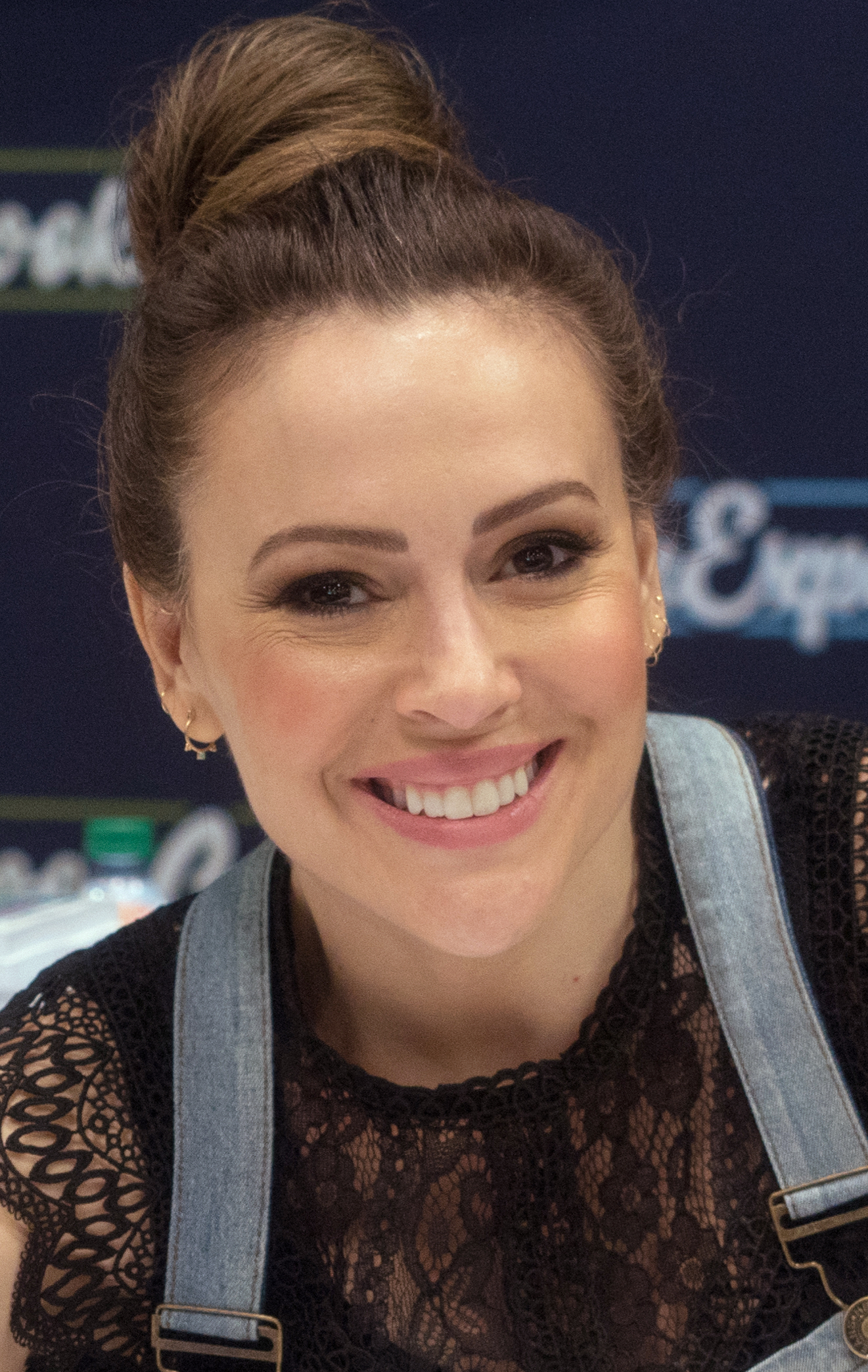
Alyssa Milano interprète Coralee.
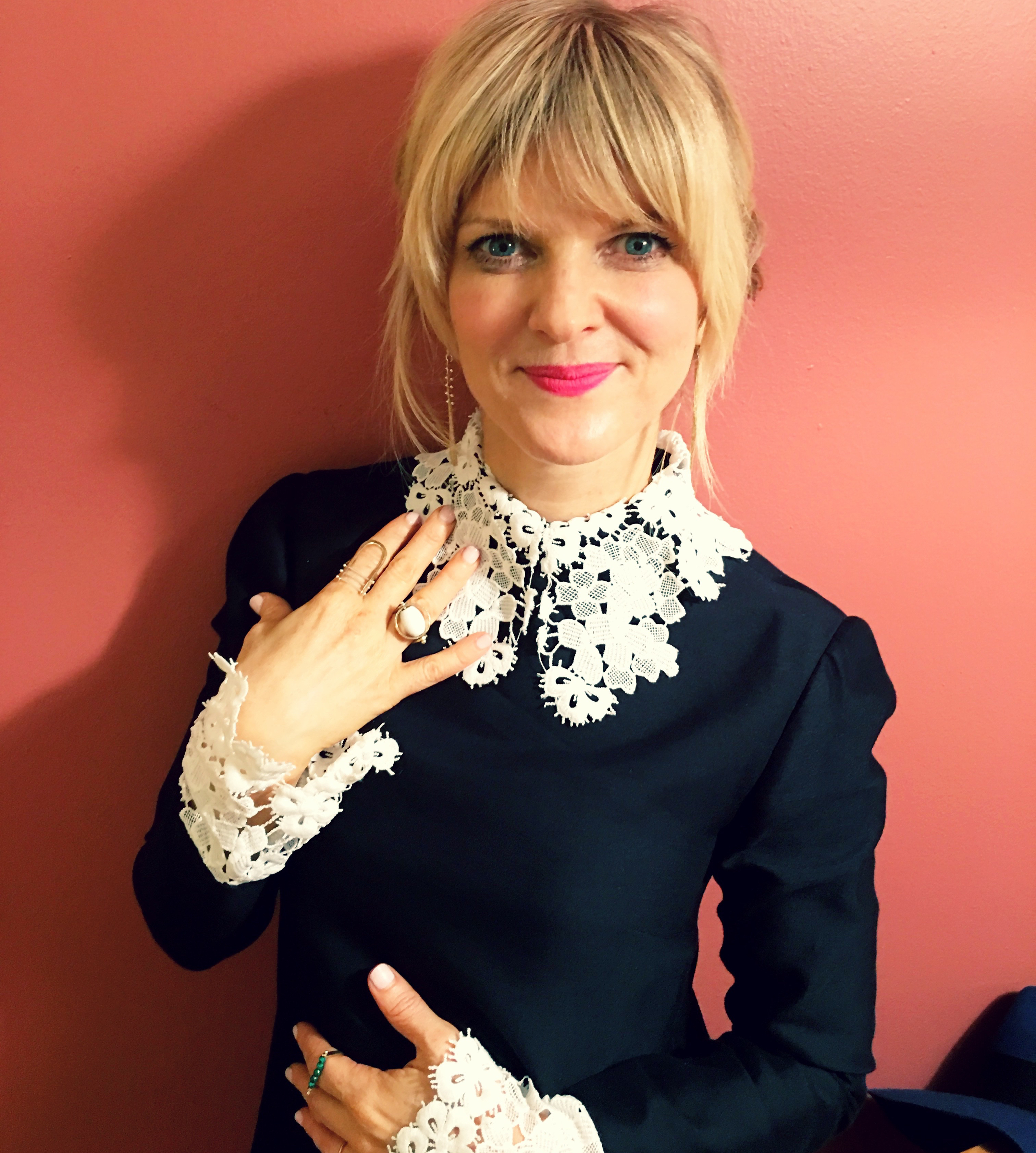
Arden Myrin interprète Regina.

### Acteurs récurrents
- Ashley D. Kelley (VF : Annie Milon) : Deborah « Dee » Marshall
- Daniel Kang (VF : Alexandre Nguyen) : Donald Choi
- Brett Rice (en) (VF : Regis Ivanov) : Robert Armstrong Sr.
- Kurt Yue : Herman Choi
- Beverly D'Angelo (VF : Françoise Berger) : Stella Rose Buckley (saison 1 - invité saison 2)
- Chloe Bridges (VF : Anne Tilloy) : Roxy Graham-Buckley (saison 1 - invitée saison 2)
- Michael Ian Black (en) (VF : Damien Boisseau) : pasteur Mike Keene (saison 1 - invité saison 2)
- James Lastovic (VF : Adrien Larmande) : Christian Keene (saison 1 - invité saison 2)
- Carly Hughes (VF : Laëtitia Laburthe) : Etta Mae Barnard (saison 1)
- Jordan Gelber (en) (VF : Jean-Luc Benhamou) : shérif Hank Thompson (saison 1)
- Vincent Rodriguez III (VF : Vincent Ropion) : Capitaine Rudy Cruz (saison 2)
- Ryan Homchick (VF : Mark Lesser) : l'officier Greg (saison 2)
- Alex Landi (VF : Jérémy Bardeau) : Henri Lee (saison 2)
- Caroline Pluta (VF : Adeline Moreau) : Heather Kristina Pamela Kendall Jackson-Johnson (saison 2)

 Source et légende : version française (VF) sur RS Doublage et Doublage Séries Database

## Production

### Développement
En novembre 2016, le réseau The CW annonce le développement de la série par Lauren Gussis, ancienne productrice de Dexter. Il est dévoilé que la série s'inspirerait librement d'un article de presse du The New York Times qui raconte les expériences professionnelles de Bill Alverson, un ancien avocat devenu coach dans des concours de beautés. L'animateur Ryan Seacrest est également annoncé à la production.
En janvier 2017, The CW commande un pilote pour la série pour une diffusion lors de la saison 2017-2018 en cas de commande.
En mai 2017, The CW annonce que le pilote n'est pas retenu pour devenir une série. Néanmoins, le mois suivant, le service Netflix récupère le pilote et annonce la commande d'une première saison de douze épisodes pour une diffusion en 2018.
En juillet 2018, Netflix dévoile les premières images de la série et annonce la date de lancement, le 10 août 2018, dans un teaser mettant en scène Debby Ryan.
Le 12 septembre 2018, Netflix annonce le renouvellement de la série pour une deuxième saison prévue pour 2019. L'année suivante, il est dévoilé qu'elle serait lancée le 11 octobre 2019.
Le 14 février 2020, Alyssa Milano dévoile l'annulation de la série sur son compte Twitter. Netflix confirme l'information quelques heures plus tard, laissant la série sans véritable fin.

### Attribution des rôles
En février 2017, Debby Ryan décroche le rôle-titre en rejoignant la distribution principale de la série. Le lendemain, Michael Provost et Erinn Westbrook rejoignent également la distribution.
En mars 2017, Dallas Roberts rejoint la distribution pour le rôle de Bob, inspiré de Bill Alverson, et qui sera le coach du personnage de Debby Ryan. L'actrice Sarah Colonna est également annoncée. Ils sont suivis par Kimmy Shields et Christopher Gorham.
Toujours en mars 2017, l'actrice Alyssa Milano est annoncé en tant qu'invitée spéciale pour le rôle Coralee, la femme de Bob. Deux jours plus tard, Irene Choi rejoint la distribution principale.
En octobre 2017, à la suite de la commande de la série par Netflix, le service annonce qu'Alyssa Milano est promue à la distribution principale. En novembre, Jordan Gelber et James Lastovic sont les premiers acteurs annoncés comme récurrents.
En février 2019, la production dévoile que Arden Myrin, récurrente lors de la première saison, rejoint la distribution principale à partir de la seconde saison. Le mois suivant, Vincent Rodriguez III signe pour rejoindre la distribution récurrente de la deuxième saison, sans donner plus de précision sur son personnage. Il est suivi par Alex Landi qui rejoint également la distribution récurrente en avril 2019.

## Épisodes
| Saisons | Saisons | Nombre d'épisodes | Diffusion originale sur Netflix |
| ------- | ------- | ----------------- | ------------------------------- |
|         | 1       | 12                | 10 août 2018                    |
|         | 2       | 10                | 11 octobre 2019                 |

### Première saison (2018)
Composée de 12 épisodes, elle a été mise en ligne intégralement le 10 août 2018.
1. Pilote (Pilot)
2. Être mince, c'est magique (Skinny Is Magic)
3. Miss Bareback Buckaroo (Miss Bareback Buckaroo)
4. La société bénévole des mères qui travaillent (WMBS)
5. Bikinis et pétasses (Bikinis and Bitches)
6. Baptême et donut (Dunk 'N' Donut)
7. Miss Magic Jesus (Miss Magic Jesus)
8. Wieners et losers (Wieners and Losers)
9. Méchante Kitty (Bad Kitty)
10. Banane cœur banane (Banana Heart Banana)
11. Les gagnantes gagnent (Winners Win. Period.)
12. La disparition (Why Bad Things Happen)

### Deuxième saison (2019)
Composée de 10 épisodes, elle a été mise en ligne intégralement le 11 octobre 2019.
1. Beaucoup de porcs et une grosse truie (Pig)
2. Pauvre petite fille si morte (Dead Girl)
3. Comme un boomerang (Boomerang)
4. Mauvais sang (Poison Patty)
5. Le monde de Magnolia (Finding Magnolia)
6. La course contre la bouffe (Eat and Run)
7. Brésilien intégral (Full Brazilian)
8. Bagne & Beauté (Pretty in Prison)
9. Protection rapprochée (Ladybomb)
10. Aussi loin que tu veux aller (The Most You You Can Be)

## Accueil

### Controverse
Lors de la diffusion de la bande-annonce, cette dernière reçoit un accueil public défavorable avant même la sortie de la série. Il lui est reproché de faire involontairement l'apologie de la minceur. Une pétition a par ailleurs été lancée pour demander sa déprogrammation,.
À la suite de cette controverse, l'équipe de la série a réagi, notamment sur les réseaux sociaux et en interview. Alyssa Milano concède que « ce n'est pas une série pour tout le monde » mais elle précise que la « série est beaucoup plus que ce que la bande-annonce ne montre (...) On porte un regard satirique sur ce qui se passe si vous vous moquez du physique des gens, que vous les humiliez ou que vous les intimidez. On montre comment ce traumatisme affecte leur vie. On montre aussi comment le regard des autres peut être trompeur, on travaille sur l'image qu'on a de son corps, cette obsession d'une validation extérieure et le désir de combler un vide en nous ».
La créatrice de la série Lauren Gussis dévoile avoir connu personnellement ce que montre la série et déclare avoir voulu le dénoncer via la comédie.

### Réception critique
La première saison d'Insatiable reçoit un taux d'approbation presse négatif de 13% sur le site Rotten Tomatoes, avec une note moyenne de 2,79/10 sur la base de 56 critiques collectées.
L'Express juge sévèrement la saison, à laquelle l'auteure de l'article concède « quelques répliques justes et touchantes ». Elle conclut « Des fulgurances qui ne suffisent malheureusement pas à faire d'Insatiable une bonne série. Car c'est bien là le problème : dépassée, grossophobe et borderline, Insatiable est avant tout dénuée d'intérêt scénaristique. Là-dessus, aucun débat possible. ».
D'après Le Point « On comprend qu'Insatiable tente de critiquer de manière satirique les diktats de beauté qui pèsent sur les femmes, mais la charge est exécutée avec une telle maladresse et des personnages si peu crédibles que la série se prend les pieds dans le tapis dès les premières minutes. »
Néanmoins, d'autres critiques sont moins sévères avec la saison. Pour Première, le second degré de la série est facilement compréhensible avec « ses personnages de cartoon, volontairement caricaturaux, et des intrigues aussi frivoles que loufoques, Insatiable titille de manière évidente le seuil de tolérance du téléspectateur, jouant la carte de la provocation mordante, pour faire passer ses messages ». Elle conclut que le problème de la série est qu'elle n'est « pas allés assez loin dans la satire » et qu'elle est inoffensive.
Pour Brain Damaged, si la série « a tout de suite été accusée de fat-shaming, il n’en est rien ». Pour le site internet, la série tente de « dénoncer la superficialité américaine, qui ne s’arrête pas qu’au physique, pour mieux mettre en valeur certaines notions d’acceptation de soi ». Le véritable problème de la série pour le site est qu'elle « laisse sur sa faim » car « elle n’arrive pas cependant à proposer quelque chose d’assez substantiel » et que « si elle ne déplaît pas complètement au visionnage, elle ne réussit pas à s’inscrire comme une série immanquable de la plate-forme ».
En contraste avec l'accueil froid de la saison par la presse, elle est reçue de façon très positive par les téléspectateurs. Sur Rotten Tomatoes, elle obtient un taux d'approbation public de 84%, avec une note moyenne de 4,2/5 sur la base de 3,314 critiques collectées. Même constat sur Metacritic, où elle obtient une note public de 7,1/10, basée sur 199 notes.